# Malbun
Malbun est un village appartenant à la commune de Triesenberg, au Liechtenstein.

## Géographie
Malbun est l'unique station de ski du Liechtenstein.
Elle est située à 1600 m d'altitude, à quelques kilomètres de la frontière autrichienne, vers la vallée de Nenzing, dans le Vorarlberg.
Elle est accessible par la route depuis Vaduz via Triesenberg et Steg, et depuis l'Autriche par de nombreux sentiers.
Au-dessus du village, se situe le col de Sareiserjoch, qui culmine à 2 000 mètres d'altitude et qui offre une vue spectaculaire sur les Alpes suisses et autrichiennes ainsi que sur la vallée du Rhin.

## Histoire
En octobre 1968, une erreur d’artillerie, sème la pagaille entre la Suisse et le Liechtenstein. L’armée suisse tire, accidentellement, depuis la forteresse de Magletsch dans le Rheintal saint-gallois, cinq salves d’artillerie d’obus d’entraînement sur le territoire du Liechtenstein voisin. Les éclats s’abattent dans les environs de la commune touristique de Malbun. Par chance, personne n’est blessé.

## Sport
Chaque mois de juin depuis 2000, le village est le point d'arrivée du marathon alpin du Liechtenstein.
Le 18 juin 2022, la 7e étape du Tour de Suisse 2022 est arrivée dans la station, au terme d'une ascension classée hors-catégorie.